# Палатино, Джованни Баттиста
Джова́нни Батти́ста Палати́но (итал. Giovanni Battista Palatino; встречаются также и другие варианты написания имени; ок. 1510—1515 — ок. 1575) — итальянский каллиграф и писарь. Ни дата и место рождения, ни происхождение достоверно не известны, также лишь предположительно известны дата и место его смерти. Вероятно, получил юридическое образование, после чего работал писарем при Римской курии. В 1540 году опубликовал своё самое известное сочинение под названием «Новая книга о буквах…», которая уже при жизни Палатино была много раз переиздана в Риме и Венеции. В книге были представлены множество видов латинского письма, применявшегося в значительной части стран Европы, а также несколько других алфавитов (преимущественно ближневосточных, частично выдуманных), а также ребусы и шифры. Эта книга считается самой известной и чаще всего переиздававшейся книгой по каллиграфии всех времён. Другие сочинения каллиграфа известны лишь фрагментарно. Именем Палатино названо одно из самых распространённых семейств типографских и компьютерных шрифтов.

## Имя
Имя Палатино записывается в различных источниках по-разному. Так, в прижизненных изданиях его самого известного сочинения «Новая книга о буквах…», написанной на итальянском языке, имя указано в форме «Джованбаттиста Палатино» (Giovanbattista Palatino) в изданиях 1545, 1548 и 1578 годов и «Джовамбаттиста Палатино» (Giovambattista Palatino) в изданиях 1550 и 1556 годов. При жизни он использовал также латинское написание имени в виде Иоаннес Баптиста Палатинус (Ioannes Baptista Palatinus) или де Палатио (de Palatio) или де Палатинис (de Palatinis). В современных изданиях используются написания имени в формах Джованни Баттиста Палатино (Giovanni Battista Palatino), Джован Баттиста Палатино (Giovan Battista Palatino) и Джамбаттиста Палатино (Giambattista Palatino).

## Биография

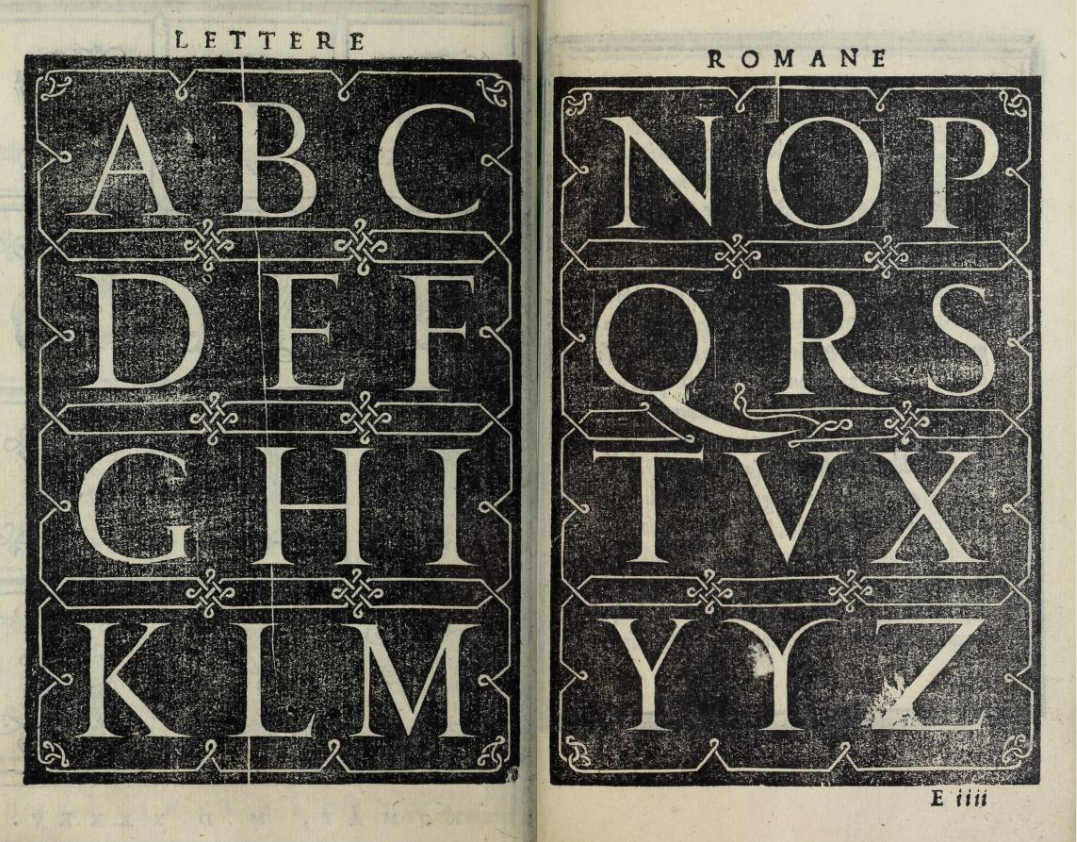
Один из видов римского шрифта из книги Палатино

Время и место рождения Палатино неизвестны. Предположительно это может быть промежуток между 1510 и 1515 годами, поскольку он писал в своей изданной в 1540 году книге как о напечатанной «в юном возрасте» (то есть, можно предположить, что в то время ему было 25—30 лет). В качестве места рождения Палатино разные источники называют разные города и даже географические регионы — среди возможных вариантов фигурируют, например, Россано в Калабрии на юге Италии и Брешиа на севере страны. Никаких сведений о его происхождении и родителях также не сохранилось. 
Не позднее 1535 года Палатино переехал в Рим — первым обнаруженным письменным упоминанием о нём является документ от 27 марта 1538 года о предоставлении римского гражданства «писарю Иоаннесу Баптисте», а это должно означать наличие у него к тому моменту определённого положения в обществе, поскольку присвоение римского гражданства предусматривало постоянное проживание в городе в течение как минимум трёх лет, а также владение недвижимостью в виде дома и земельного участка. К моменту получения гражданства Палатино должен был уже как минимум в течение нескольких лет работать писарем и секретарём в Римской курии. Следующим по хронологии упоминанием о Палатино, вероятно, является его автограф, который относится к 1538 году и оригинал которого хранится в оксфордской Бодлианской библиотеке — там он именует себя «И я, Палатинус де Палатинис, римский и ап[остольский] гражданин, авт[оризованный] нотариус». Сведений о том, что Палатино когда-либо работал по этой профессии не сохранилось, но этот факт безусловно служит подтверждением получения им юридического образования.
Не позднее 1540 года Палатино стал одним из основателей римской «Академии негодования», созданной по инициативе Джироламо Рушелли, в которой занимал должность секретаря. 12 августа того же года вышло первое издание его знаменитой «Новой книги, обучающей написанию всех видов букв…». «Академия» просуществовала по меньшей мере до 1543 года, но до какого момента Палатино оставался её членом неизвестно.
В 1544 году в Риме была издана карта «Топография города Рима» Бартоломео Марлиани на четырёх листах, на главном из которых имеется надпись: «Выполнено Ио. Бап. Палатинусом». 
В 1562—1563 годах по поручению папы Пия IV Палатино работал на строительстве Порта-дель-Пополо под руководством Нанни ди Баччо Биджо. Палатино занимался резными элементами, а также позолотой совместно с неким другим мастером, которого также звали Джованни Баттиста. Дата и место смерти Джованни Баттисты Палатино неизвестны, имеются только не подтверждённые документально предположения, что последние годы жизни он провёл в Неаполе и скончался там не ранее 1575 года.

## Сочинения

### «Новая книга о буквах»
Некоторые шрифты из книги Палатино
Наиболее известным сочинением Палатино является книга с длинным названием «Новая книга, обучающая написанию всех видов букв — старинных и современных, всех народов, с новыми правилами размеров и примерами, с кратким и полезным трактатом о шифрах». Эта книга считается самой известной и чаще всего переиздававшейся книгой по каллиграфии всех времён.
Первое издание книги вышло в Риме в 1540 году под редакцией Бенедетто Джунти в типографии Франческо Картолари и имела посвящение кардиналу Роберу де Ленонкуру. Книга была переиздана в 1543, а затем в 1544 годах в типографии Джироламы Картолари — вдовы скончавшегося к тому моменту Франческо.
В 1545 году в типографии Антонио Бладо вышло исправленное автором издание с новым посвящением — на этот раз кардиналу Родольфо Пио. Название также изменилось — теперь книга именовалась «Книга г-на Джовамбаттиста Палатино, римского гражданина, в которой обучается письму всякого вида букв — старинных и современных, всех народов, с новыми правилами размеров и примерами, с кратким и полезным трактатом о шифрах» Эта версия была переиздана в 1547, 1548 и 1550 годах тем же Бладо, а в 1553 году по-прежнему у Бладо вышло иначе скомпонованная третья редакция. В 1556 и 1561 годах книга была снова перепечатана двумя другими римскими типографами — первая была издана А. М. Гуидотто и Д. Вьотто, вторая — Валерио Дорико по заказу Дж. Делла Гатты. В 1556 году в римской типографии Эр. В. и Л. Дорико вышло новое, полностью переработанное и сокращённое автором издание под новым заголовком «Краткое изложение большого тома об искусстве и благе изящного письма всех видов букв и символов, с правилами их размеров и примерам» Это сокращённое издание также имело большой успех и было отпечатано даже в других городах: в 1578 году в Венеции типографом Эр. Ф. Рампадзетто и в 1588 году в том же городе типографом Дж. А. Рампадзетто.
Некоторые страницы из книги Палатино
Книга Палатино представляла собой развитие работ Людовико Арриги и Джованни Антонио Тальенте, но отличалась от них куда бо́льшей проработанностью. Палатино рассматривал не только различные виды латинского письма, но и показывал его развитие, равно как практическое употребление различных шрифтов. Автор приводил различные варианты французского, испанского, ломбардского, фламандского, германского и неаполитанского письма, а также буквы иных алфавитов: греческого, двух различных еврейских, двух халдейских, арабского, египетского, индийского, сирийского, сарацинского и иллирийского. Некоторые из приведённых автором букв не имеют научного подтверждения и основаны на непонятно каких источниках, но несмотря на это, книга Палатино представляет собой важную веху в развитии типографики. Помимо алфавитов, в книге Палатино было представлено несколько «фигурных сонетов» (то есть ребусов) и раздел, озаглавленный «Краткая и полезная речь о шифрах», в котором автор предлагал несколько видов криптографических таблиц, которые могли бы быть использованы в тайной дипломатической переписке. При этом, в книге автор ссылался на некоторое количество названных по именам высокопоставленных особ, которые могли бы засвидетельствовать возможность практического использования разработок автора. В переработанное издание 1545 года и в последовавших его переизданиях были дополнительно включены «15 красивейших таблиц», представлявших собой два дополнительных шифрованных алфавита, и две формы делового письма. В «Кратком изложении…» 1566 года Палатино дополнительно привёл два новых вида шрифта с указанием, что это «римский канцелярский шрифт в его современном виде». В действительности же речь шла о слегка переработанном шрифте, опубликованном в 1560 году миланцем Джованни Франческо Креши, работавшим с 1555 года писарем Ватиканской апостольской библиотеки. Креши остался недовольным внесёнными в придуманный им шрифт изменениями, о чём и написал в предисловии к новому изданию своей книги в 1570 году. Полемика на этот счёт продолжалась до конца жизни и в течение некоторого времени после смерти обоих каллиграфов и понемногу сошла на нет лишь к середине XVII века.

### Прочие сочинения
Помимо вышеназванной книги, до нас дошло лишь малое количество других сочинений Палатино:
- Один сонет «В то время, как другие статуи, другие арки в прожорливое время…»[l], вошедший в сборник «Храм божественной госпожи Джованны Арагонской»[m] (Венеция, 1555).
- Рукопись Палатино с серией акварельных изображений различных шрифтов, не включённых им в «Новую книгу…», которая хранится в Бодлианской библиотеке в Оксфорде. Среди них несколько изображения римских шрифтов, различные образцы нотариальных и деловых документов из Франции и Италии, шрифты восточных языков и шифры.
- Ещё одна подборка шрифтов Палатино большого формата хранилась до Второй мировой войны в Берлине, а после её окончания была перевезена в Британию. По-видимому, первоначально эта подборка 213 листов (из которых 20 чистые) представляла собой разрозненные документы, затем объединённые неизвестным лицом под одной обложкой. Многие из них подписаны, на 26 указана дата создания (между 1543 и 1575 годами).

## Память
В 1949 году немецким каллиграфом и типографом Германом Цапфом был разработан шрифт, названный автором Palatino. Шрифт дорабатывался и развивался в последующие годы и превратился со временем в одно из наиболее распространённых семейств компьютерных шрифтов.

## Комментарии
1. ↑  итал. nell’età giovanile.
2. ↑  лат. Ioannes Baptista scriptor.
3. ↑  лат. Et ego Palatinus de Palatinis Civis Romanus Publicus et Ap[osto]lica auct[oritate] Notarius.
4. ↑  лат. Urbis Romae topographia.
5. ↑  лат. Io. Bap. Palatinvs haec scripsi.
6. ↑  итал. Libro nuovo d’imparare a scrivere tutte sorte lettere antiche et moderne di tutte nationi, con nuove regole misure et esempi, con un breve et utile trattato de le cifere.
7. ↑  итал. Libro di M. Giovanbattista Palatino cittadino romano, nel qual s’insegna à Scriuere ogni sorte lettera, Antica, et Moderna, di qualunque natione, con le sue regole, et misure, et esempi: et con un breve et vtil discorso de le cifre.
8. ↑  итал. Compendio del gran volume de l'arte del bene et leggiadramente scrivere tutte le sorti di lettere et caratteri, con le lor regole misure, et essempi.
9. ↑  итал. Breve et utile discorso delle cifere.
10. ↑  итал. quindici tavole bellissime.
11. ↑  итал. Cancelleresca Romana nella forma ch'è detta corrente.
12. ↑  итал. Mentre altri statue, altri archi al tempo avaro...
13. ↑  итал. Tempio alla divina signora donna Giovanna d’Aragona.